# Río Maran Mayu
Río Maran Mayu är ett vattendrag i Bolivia.   Det ligger i departementet Chuquisaca, i den centrala delen av landet, 70 km öster om huvudstaden Sucre.
Trakten runt Río Maran Mayu består i huvudsak av gräsmarker. Runt Río Maran Mayu är det glesbefolkat, med 10 invånare per kvadratkilometer.